# Lista personajelor din Naruto

Personajele principale din Partea I.

Această listă cuprinde numele personajelor ce apar în seria anime și manga Naruto. Există doua personaje principale Naruto Uzumaki, Sasuke Uchiha.

## Creație și concepție
Așadar, Naruto a fost creat de mine (Masashi Kishimoto)

## Protagoniști

### Naruto Uzumaki
Naruto Uzumaki este principalul protagonist al seriilor Naruto. Este primul personaj creat de Kishimoto în timpul concepțiilor inițiale ale seriilor, fiind destinat să aibă numeroase trăsături din alte creații shōnen, inclusiv Son Goku din seriile Dragon Ball. Naruto este un ninja afiliat cu satul Konoha, dorind să devină un Hokage, sau liderul satului. Datorită faptului că este gazda Vulpii cu Nouă Cozi, este ostracizat de ceilalți săteni. El compensează acest lucru cu personalitatea sa și, pe parcursul seriilor, reușește să se împrietenească cu alți ninja din satul Konoha și din alte sate. Are o relație foarte apropiată cu colegul lui ninja, Sasuke Uchiha  ninja, tratându-l ca un frate. După plecarea lui Sasuke, Naruto face tot posibilul de a-l aduce înapoi cu orice preț. În seria Shippuden el se întoarce în Konoha după o absență de doi ani și jumătate. Devenind mai puternic și mai matur cu fiecare zi, Naruto încearcă să se apropie din ce în ce mai mult de cele 2 scopuri principale: Sasuke și titlul de Hokage. În seria japoneză este dublat de Junko Takeuchi iar în cea engleză de Maile Flanagan. Naruto este născut pe 15 octombrie, zodia balanței.

### Sasuke Uchiha
Sasuke Uchiha  este unul din membrii Echipei 7. A fost creat de Kishimoto pentru a fi un rival pentru Naruto, la fel și un "geniu rece", lucru care după părerea lui Kishimoto, a fost o parte integrală a unei rivalități ideale. Sasuke este unul din puținii membrii în viață ai clanului Uchiha, deoarece fratele său, Itachi Uchiha, i-a ucis pe ceilalți. Datorită acestui lucru, Sasuke crește cu o personalitate rece, având ca dorință uciderea fratelui său. Interacțiunile sale cu membrii echipei, mai ales cu Naruto Uzumaki, îl fac să se concentreze mai puțin la răzbunare, însă întâlnirea cu Itachi, care îl lasă pe Sasuke învins mental și fizic, îl determină pe Sasuke să plece din sat și să caute mai multă putere din partea criminalului  Orochimaru. După 3 ani Sasuke, realizând că nu mai are ce învăța de la Orochimaru îl ucide pe acesta și recrutează o nouă echipă pentru a îl găsi pe Itachi Uchiha. Mai târziu el îl găsește pe fratele său Itachi Uchiha, aflând că el a fost forțat pentru siguranța satului să își omoare familia. Cea mai mare parte a părții secunde se axează pe încercările colegilor săi de a-l recupera de la Orochimaru. În versiunea japoneză a anime-ului, Sasuke este dublat de Noriaki Sugiyama și în versiunea engleză de Yuri Lowenthal. El este născut în zodia leului, pe 30 iulie.

### Sakura Haruno
Sakura Haruno este singura membră feminină a Echipei 7. Kishimoto a creato ca eroină a seriei, cu toate că el recunoscuse că avea o percepție vagă asupra eroinei ideale. Ca și copil, Sakura a fost ironizată de ceilalți copii datorită frunții sale mari, trăsătură pe care Kishimoto încercase să o includă în aparițiile Sakurei, însă atenuată de Ino Yamanaka. Pe măsură ce cele două se maturizează, fetele continuă să se distanțeze datorită sentimentelor împărtășite pentru Sasuke Uchiha. Pe parcursul părții întâi, Sakura este infatuată cu Sasuke și izbucnește în fața avansurilor lui Naruto Uzumaki. După ce Sasuke părăsește satul, ea devine mai puternică antrenându-se cu Tsunade care vede în ea un mare potențial și chiar crede că ar putea-o depăși. În partea a doua, ea arată niște abilități cu înalte efecte și o atitudine mai degajată față de Naruto.La începutul celei de-a doua părți ea își arată puterea neomenească în lupta cu Sasori, membru al Akatsuki, și abilitățile ei unice, reușind să învingă acest dușman foarte puternic. În Naruto Shippuuden, Sakura devine mai serioasă și mai sigură pe ea, devenind astfel liderul grupului de ninja medicali și luptând pentru a-l recupera pe Sasuke. Pe parcursul seriei Naruto Shippuden, Sakura va deveni cel mai bun ninja medical în sat dar și un bun personaj negativ după care Sakura va muri din cauza unui pergament blestemat de un demon și cu ceilalți trei ninja medicali în care va învia și va fi de partea demonului împreună cu ceilalți trei ninja medicali. Ea este pusă să își ucidă foștii săi colegi ninja medicali în care va teroriza sufletele oamenilor în care după ceva timp va interveni o luptă tragică între Sasuke și Sakura, apoi Sasuke o va salva din ghearele demonului după care Sasuke își va reface clanul alături de ea. Ca zodie ea este berbec și născută pe 28 martie.

### Kakashi Hatake
Kakashi Hatake este liderul Echipei 7 și profesorul trioului format din Naruto, Sasuke și Sakura. Kishimoto dorea inițial ca Kakashi să fie prezentat mai devreme în seriile Naruto, creându-l ca o persoană maleabilă, care va putea menține Echipa 7 în alertă. Kakashi tratează conducerea sa într-o manieră detașată, având ca rezultat întârzieri repetate la întruniri. O prezentare a trecutului său ne prezintă acest lucru ca rezultat al unui incident la care era martor și în care își pierde viața un coechipier de-al său, Obito Uchiha, care i-a dat lui Kakashi ochiul său Sharingan, transmițându-i multe trăsături personale precum întârzierea. Datorită Sharinganului lui Obito, Kakashi a căpătat reputația de ninja puternic și îndemânatic, căpătând titlul "Copy Ninja Kakashi". Deși este mentorul celor trei membrii ai Echipei 7, se concentrează pe antrenarea lui Sasuke, pe măsură ce seriile continuă, învățându-l tehnica sa, Chidori; totuși, este incapabil să îl oprească pe Sasuke să părăsească satul pentru ca acesta să îl caute pe Orochimaru pentru mai multă putere. Kakashi este dublat de Kazuhiko Inoue în varianta japoneză a anime-ului și în versiunea engleză de Dave Wittenberg. Kakashi este născut pe 15 septembrie în zodia fecioarei.
De menționat că este cel mai puternic jounin din Konoha.
Devine al șaselea hokage la sfârșitul celui de al cincilea mare război shinobi și își pierde sharinganul...In seria Boruto abdica in favoarea lui Naruto Uzumaki și devine al șaptelea hokage,rămâne activ petru al sprijini pe noul hokage .

## Antagoniști

### Orochimaru
Orochimaru (大蛇丸?) este unul dintre cei mai importanți antagoniști din seria Naruto. Pentru a accentua rolul lui de ticălos, Kishimoto a muncit pentru a-l face să apara "păstos și bolnăvicios", parte a subiectului său de a distinge ticăloșii de protagoniști.
În serii, Orochimaru este un ninja format în Konoha și fostul student al celui de-al Treilea Hokage. În timpul șederii sale în sat s-a distins ca unul dinte cei mai puternici ninja ai satului alături de echipa sa (Jiraiya și Tsunade). Dorința sa de a obține nemurirea îl îndeamnă să conducă experimente alături de alți ninja din Konoha, și după ce fuge din oraș se alătură unei organizații criminale. După ce părăsește Akatsuki după un incident cu Itachi Uchiha, el își fondează propriul sat ninja (Satul Ascuns în Sunet) în speranța că va putea distruge fosta sa casă (Satul Ascuns între Frunze). Tehnica sa pentru nemurire implică transferul conștient între diferite corpuri gazdă și dorința sa de a avea o noua gazdă, în special Sasuke Uchiha, este una din motivațiile care îl conduc de-a lungul seriilor. Din cauza diferitelor corpuri gazdă și a distincțiilor pe care el și le însușește, pentru Orochimaru a fost utilizată o întreagă panoplie de voci;corespondentul vocii sale în Japonia a fost Kujira, iar cel englezesc a fost Steven Jay Blum. Orochimaru sfârșește fiind omorât de Sasuke care a devenit mai puternic decât el.Mai târziu este readus la viață de către Sasuke.In marele război i ai renvie pe cei 4 hokage și împreună cu ei participa la Război.In seria Boruto Orochimaru este reacceptat și se întoarce înapoi în sat deși prefera să stea la granița satului deoarece trăiește cu rușinea uciderii propriului maestru Hiruzen Sarutobi,al treilea hokage(Sandaime Hokage) Are și un fiu creat în laborator numit Mitsuki.

### Akatsuki
Akatsuki (暁? lit. Zori de zi sau Zorii dimineții) este o organizație de 9 ninja criminali ce furnizează principalii antagoniști ai seriilor. Țelul organizației, definită de liderul ei Pain, este dominarea lumii, pe care plănuiesc să o săvârșească capturând bestii. Membrii acestei organizații sunt ninja care și-au abandonat satele, și sunt considerați de fostele lor sate ca fiind o clasă a criminalilor, cei mai periculoși și căutați ninja din universul "Naruto". Încă de la începuturi, Akatsuki este compusă din zece membri, care operează în două celule și au haine similare, manta neagră cu nori roșii și guler înalt. Din partea a doi membrii Akatsuki (Itachi și Kisame Hoshigaki) a existat o încercare de a captura Vulpea cu nouă cozi, organizația nu este proeminent prezentă în prima parte. În Partea a II-a ei au mai multe activități, îl capturează pe Gaara și îi extrag bestia cu o coadă, pe Shukaku, și muncesc mai departe pentru a captura și celelalte bestii cu coadă. Numele lor sunt Deidara, Sasori, Hidan, Kakuzu, Itachi, Hoshigaki Kisame, Konan, Pain(Uzumaki Nagato) Tobi(Uchiha Obito) și Yahiko care este decedat. Orochimaru a făcut parte din Akatsuki dar a fugit.organizatia este desființat,toți cei din organizatie sunt uciși de Naruto.

### Deidara
Deidara (デイダラ) a fost cel mai tânăr membru din Akatsuki. În timpul petrecut în Iwa a fost un membru al corpului exploziv. Abilitățile sale au atras atenția celor din Akatsuki astfel încât Uchia Itachi, Hoshigaki Kisame și Sasori al nisipului rosu au fost trimiși să-l recruteze după ce Orochimaru a părăsit organizația lor. Deidara a refuzat la început până când acceptă provocarea lui Itachi: dacă va pierde se va alătura organizației.
Cu toate acestea este învins cu ușurință de Sharinganul lui Itachi. În mintea sa a recunoscut Sharinganul drept o operă de artă, ceea ce i-a format o ură ucigașă pentru Itachi și Sharingan pentru tot restul vieții sale. Știind că Itachi e un adversar puternic Deidara s-a pregătit să se răzbune cum ar fi antrenarea ochiului stâng împotriva genjustului și elaborarea mijloacelor de a crea un C4. Deidara își cosideră ninjustul o artă. Fraza lui preferata e ,,Arta este o explozie(芸術は爆発だ,Geijutsu wa Bakuhatsu da). Cel mai puternic justu constă în folosirea sa ca bombă pe o raza de 10 km. Deidara s-a sinucis ca ultim efort de a-l ucide pe Sasuke.
Primul sau partener a fost Sasori, până ce acesta a murit iar apoi Tobi până când Deidara a murit.

## Alte Personaje

### Echipa 7

#### Sai
Sai (サイ?) este introdus în timpul părții secunde a seriilor ca un înlocuitor al lui Sasuke Uchiha. Fiind un membru al Root încă de când era un copil, Sai a fost antrenat să nu aibă sau să își dorească orice tip de emoție sau prietenie. După perioada petrecută cu Naruto, el începe să creeze legături cu ceilalți oameni, lucru care a devenit principalul său rol în serii. Încercările sale de a se împrieteni se bazează pe poreclirea celorlalți; totuși, el spune de obicei ce crede despre o anumită persoană, lucru care îl face să spună porecle precum "grăsan" sau "urât". Va învăța din greșeli și încearcă apropierea opusă, făcând-o pe Ino  Yamanaka "frumoasă". Când nu încearcă să se împrietenească, Sai pictează, producând mii de lucrări. Talentele sale artistice se extind la abilitățile sale de luptă: orice pictează pe un pergament care îl poartă asupra sa este însuflețit; de obicei pictează diverse animale. În anime-ul "Naruto: Shippūden" este dublat de Satoshi Hino.

#### Yamato
Yamato (ヤマト?) este prezentat în timpul părții secunde a seriilor ca înlocuitor al lui Kakashi Hatake. După reîntoarcerea lui Kakashi, el stă în echipa în poziție de conducător secund. Deși "Yamato" este un nume de cod desemnat pentru ca acesta să fie inclus în Echipa 7, el îl consideră ca un nume opus celui real, Tenzo. În timpul copilăriei sale, Yamato a fost răpit de Orochimaru, făcându-i-se experimente pentru a încerca copierea abilităților unice ale Primului Hokage. Orochimaru a fost forțat să părăseasca satul Konoha înainte să își termine experimentul, neștiind că Yamato a obținut cu succes tehnicile Mokuton ale Primului Hokage. Când sunt folosite, Yamato poate să formeze orice din lemn la simpla dorință, nefiind greu să creeze case pentru a putea "locui" cât timp sunt plecați undeva. Mokuton îi permite lui Yamato să suprime influența unei bestii cu coadă asupra unei gazde. Acesta este principalul motiv pentru care a fost luat în Echipa 7, fiind cel care poate sa îl oprească pe Naruto dacă demonul cu nouă-cozi din el scapă de sub control. În "Naruto: Shippūden", Yamato este dublat de Rikiya Koyama.

### Echipa 8
Echipa 8 este un grup de ninja din Konoha condus de Kurenai Yuhi. Membrii echipei 8 se concentrează în primul rând pe urmărire, fiecare membru utilizându-și abilitățile unice în acest scop. Pe durata părții a II-a, echipa 8, fără Kurenai, se alătura Echipei 7 în încercarea lor de a-l salva pe Sasuke Uchiha.

#### Kiba Inuzuka
Kiba Inuzuka (犬塚　キバ Inuzuka Kiba?) este unul din membrii echipei 8, caracterizat printr-o suma de trăsături ale câinilor, incluzând faptul că este foarte protector cu colegii săi și savurează orice mâncare pe care poate pune mâna. Cea mai evidentă conexiune cu câinii este prezența constantă a câinelui său ninja, Akamaru. Kiba îi este de o loialitate sălbatică lui Akamaru, fiind ostil ideii de a-l abandona și ar fi gata să se pună în situații periculoase pentru siguranța lui Akamaru. În schimbul devotamentului lui Kiba, Akamaru luptă cu el în bătălii; el își folosește simțurile sale dezvoltate în avantajul lui Kiba, și ajută echipa să atace oponenții cu voleuri de atacuri fizice. Pe când Akamaru este natural mai bine echipat pentru atac, Kiba își modifică abilitățile la începutul luptei, mergând în patru labe pentru a-i crește viteza. El își poate mări drastic simțul mirosului, și de la a doua jumătate a seriei el poate urmări oamenii mai bine decât câinii. Dublura lui Kiba în anime-ul Japonez este Kōsuke Toriumi, iar dublura lui în engleză este Kyle Hebert..El este născut pe 7 iulie în zodia racului.

#### Akamaru
Akamaru este câinele ninja al lui Kiba, cel mai bun prieten al lui și companion. La începutul seriei Kiba îl protejează și îl poartă pe Akamaru în jurul gâtului sau în jachetă. În partea a doua a seriei Naruto, Akamaru crește suficient încât să lupte alături de Kiba care e atât de  de mare pentru ca Kiba să călătorească pe spatele lui, dar deoarece Kiba își petrece atât de mult timp cu Akamaru, el nu observă aceasta diferență drastică. Cu simțul său avansat al mirosului, auzului și abilitatea de a detecta nivelurile de chakra, Akamaru acționează ca un instrument valoros pentru Kiba în situații de ostilitate. Pentru a-l ajuta pe Kiba să urmărească oponenții, Akamaru poate urina pe ei, dându-le un miros puternic care poate fi simțit ușor. Cu toate acestea, în luptă, el se bazează pe Kiba să folosească chakra pentru jutsu-ul pe care-l execută. În anime-ul original Japonez, Akamaru este dublat de Junko Takeuchi, care de asemenea îl dublează pe Naruto Uzumaki, și Kōsuke Toriumi, care-l dublează pe Kiba, când Akamaru ia formă umană. În adaptarea engleză a anime-ului, el este dublat de Jamie Simone, dar când Akamaru se transformă, este dublat de Kyle Hebert, care-l dublează și pe Kiba.

#### Shino Aburame
Shino Aburame (油女　シノ Aburame Shino?) este unul din membrii Echipei 8 și este fascinat de insecte; el își petrece timpul liber capturând și studiind insecte pe care le folosește deseori ca analogii în timpul conversațiilor. Familia lui Shino are o conexiune adâncă cu insectele, deoarece fiecare persoană născută în familie este infectată, la naștere, cu o specie specială de insecte cunoscute ca "insecte distructive". În schimbul folosirii lui Shino ca un stup, insectele îi ascultă ordinele. În timpul luptelor, Shino își îndreaptă insectele spre oponenți, atacându-i fără să știe și absorbându-le chakra odată ce au fost înconjurați. Tendințele nemiloase ale lui Shino precum și atașamentul lui către insecte i-au adus porecla de "
înfiorător." Cu toate acestea, Shino ține la coechipierii lui, fiind mereu atent la gândurile lor și regretând că nu-i poate ajuta. În anime-ul Japonez, el este dublat de Shinji Kawada. În anime-ul englez el a fost dublat de Sam Riegal în episoadele 23 și 24, apoi de Derek Stephen Prince.. El este născut în zodia vărsătorului.

#### Hinata Hyuuga
Hinata este o membră a clanului Hyuga din ramura principală și o membră a echipei opt. Ea este îndrăgostită de Naruto în secret de când s-au cunoscut la academie. Are aceste sentimente față de el deoarece acesta este cel care i-a arătat calea de a deveni un ninja bun și a impresionat-o cu optimismul și încrederea în sine. Se antrenează din greu pentru a-i putea dovedi tatălui ei și verișorului ei de ce e în stare pentru că a dezmoștenit-o pe aceasta când era încă la academie (fiind fiica cea mare, ea avea dreptul la moștenire, și nu sora ei cu 5 ani mai mică, Hanabi Hyuga). Progresul ei însă ne este arătat mai târziu în seria Naruto. Hinata este luată în grijă de Yuuhi Kurenai, senseiul echipei 8, care mai târziu îi devine profesoară. Tatăl ei își dă seama de potențialul său ca ninja la sfârșitul primei părți și astfel se ocupă mult mai mult de antrenamentul său. Verișorul său, Neji o detestă la început din cauza invidiei cum că ea este în ramura principală iar el nu. Hinata este o fată extraordinar de timidă și este în stadiul de leșin în preajma lui Naruto (leșină de multe ori în fața lui, din cauză că el se apropie prea mult.) Hinata roșește mereu când Naruto este prin preajmă și îi vorbește. Comportamentul ei este considerat de Naruto ciudat, în ciuda faptului că el o consideră simpatică. În seria Naruto ea nu este capabilă să își destăinuie sentimentele față de Naruto, dar atunci când acesta părăsește satul ea își jură că o sa devină mult mai puternică atunci când Naruto se va întoarce. În seria shippuden vedem o Hinata în stadiul de chuunin, mai mare și mai matură (chiar dacă Kiba îi zice că nu s-a maturizat). În seria manga ea, în sfârșit, își destăinuie sentimentele pentru Naruto la sfârșitul unui monolog pe care îl ține în dorința ei de a-l proteja de Pain (liderul Akatsuki) care dorește să îi fure vulpea cu 9 cozi. Își face apariția pentru prima dată în seria Naruto în episodul 1, iar în Shippuden în episodul 33. Este născută pe 27 decembrie în zodia capricornului. În seria japoneză vocea ei este interpretată de Nana Mizuki. Kishimoto a spus într-un interviu că o va lăsa pe Hinata să fie cu Naruto.

#### Kurenai Yuhi
Kurenai Yuhi este liderul echipei 8. Dintre toți studenții, Kurenai, este mai apropiată de Hinata, purtându-se ca un părinte cu ea în lipsa tatălui ei, și ajutând-o pe Hinata să-și depășească slăbiciunile. Kurenai este aproape mereu acompaniată de Asuma Sarutobi. Din această cauză, mai multe personaje cred că cei doi ar fi un cuplu, cu toate că cei doi resping această idee, și de fiecare dată când sunt întrebați ei schimbă subiectul. În timpul Părtii a II-a a seriei, se descoperă că Kurenai are un copil cu Asuma, confirmându-le relația. În luptă, ea este specializată în genjutsu, în special în iluziile cu plante. În anime-ul japonez ea este dublată de Rumi Ochiai. Iar în cel englez, în episodul 3 de Saffron Henderson, iar în restul de Mary Elizabeth McGlynn.

### Echipa 10
Echipa 10 este un grup din Konoha condus de Asuma Sarutobi. Tații lui Choji Akimichi, Shikamaru Nara, și Ino Yamanaka au fost și ei împreună într-o echipa și amândouă generațiile își spun: 'echipa Ino-Shika-Cho'. În timpul Parții II, Asuma este omorât într-o încaierare cu 2 membrii ai Akatsuki, iar Kakashi Hatake preia temporar conducerea echipei ca să-i vaneze pe cei responsabili de moartea lui Asuma.

#### Shikamaru Nara
Shikamaru Nara (奈良　シカマル Nara Shikamaru?) este unul dintre membrii echipei 10. Khishimoto a mărturisit ca "îl place" pe Shikamaru pentru inteligența și lenea sa. El l-a mai recunoscut ca fiind un geniu la fel ca Sasuke Uchiha însa personalitatea leneșă a lui Shikamaru este foarte diferită de cea agitată a lui Sasuke. Inteligența lui Shikamaru a fost descoperită de Asuma liderul echipei 10 pe când jucau diverse jocuri de strategie și logică în care Asuma nu câștigă niciodată. Shikamaru este de multă vreme prieten cu Choji Akimichi, alt membru al echipei 10 pe care îl consideră gras și fricos câteodată. În luptă, Shikamaru, poate manipula adversarul cu tehnica Umbrei Întunecate făcându-l pe adversar să-i imite mișcările ca în oglindă și astfel fiind o bună diversiune. În anime-ul japonez vocea sa este interpretată de Showtaro Morikubo până la episodul 141 atunci când Morikubo a avut probleme și l-a lăsat în locul lui pe Nobutoshi Kanna, iar în anime-ul englez de Tom Gibbins. Shikamaru este născut pe 22 septembrie în zodia fecioarei iar în zodiacul chinezesc câine de foc.

#### Ino Yamanaka
Ino Yamanaka (山中　いの Yamanaka Ino?) e sigura membră feminină a echipei 10. Ea o cunoaște pe Sakura de când era mică, fiind cele mai bune prietene, ea o ajută pe Sakura să-și dezvolte personalitatea. Când ele descoperă ca sunt îndrăgostite de același băiat, Sasuke Uchiha, Sakura renunță la prietenia lor ca să se dedice iubirii pentru sasuke.  Amândouă progresează pe parcursul Examenului Chunin și se împrietenesc dar ele tot mai au sentimentul de competiție. În anime, când Sakura începe să exceleze în tehnici de vindecare, Ino devine ucenica sa, sperând să devină mai folositoare prietenilor ei ca un medic ninja. Ca abilități în luptă, Ino este specializată în tehnici de păcălire a minții. Pentru a folosi aceste tehnici, Ino își transferă spiritul în corpul inamicului, preluând controlul acestuia, cu care-i poate ataca aliații, confuzându-i. În anime-ul japonez vocea ei este interpretată de Ryōka Yuzuki, iar în cel englez de Colleen O'Shaughnessey.

#### Choji Akimichi
Choji Akimichi (秋道 チョウジ Akimichi Chōji?) este un membru al Echipei 10, personalizat prin marea sa pasiune pentru mâncat, având mereu la el o pungă de snacks-uri pe parcursul seriei. Deși acest lucru îl fac să arate gras, Choji insistă că nu este gras, ci doar că are "oase mari". Dacă cineva îl face gras, Choji se supără imediat și îl ia la bătaie pe acela. Shikamaru Nara nu a avut niciodată o problemă cu faptul că Choji este gras, în schimb, el a ales să se uite la puterea interioară a lui Choji. Din acest lucru, Choji îl consideră cel mai bun prieten, spunând că și-ar da și viața pentru el. În lupte, Choji își poate mări dimensiunea corpului pentru a-și mări puterea. Vocea lui în anime-ul Japonez este interpretată de Kentaro Ito, iar în cel englez este Robbie Rist..Ea este născută pe 23 septembrie.

#### Asuma Sarutobi
Asuma Sarutobi (猿飛　アスマ Sarutobi Asuma?) este liderul Echipei 10 și fiul celui de-al treilea Hokage. El a avut o ceartă cu tatăl lui când era tânăr și a părăsit temporar Konoha ca protest. Asuma este de obicei văzut fumând țigări, dar se lasă temporar când ceva îl deranjează ca atunci când tatăl lui a murit. Dintre toți studenții lui, Asuma este mai apropiat de Shikamaru Nara, cei doi jucând frecvent Shogi sau GO împreună, cu toate că Asuma nu a câștigat niciodată un meci cu Shikamaru din cauza inteligenței acestuia.
Asuma apare frecvent cu Kurenai Yuhi, făcând multe personaje să creadă că cei doi sunt un cuplu. Amândoi neagă acest lucru, schimbând repede subiectul când vine vorba de relația lor. În Partea a 2-a a seriei, Kurenai este descoperită a fi însărcinată, tatăl fiind Asuma. În luptă, Asuma mânuiește niște "brass knuckles" unice, echipate cu lame care pot absorbi chakra lui. Când acestea sunt umplute cu chakra lui de vânt, Asuma își poate extinde lamele până la lungimea unor săbii, și pot ușor străpunge piatra. După ce Asuma este omorât de Hidan, un membru al organizației criminale Akatsuki, aceste lame ajung în posesia lui Shikamaru, care le folosește pentru a-l doborî pe Hidan, răzbunându-l pe Asuma. Dublura lui Asuma în anime-ul japonez este Jūrōta Kosugi, iar în cel englez Doug Erholtz.

### Echipa Guy

#### Rock Lee
Rock Lee (ロック・リー Rokku Rī?) este un membru al echipei senseiului Gai și studentul favorit al conducătorului echipei Might Guy. Mai mereu Gai îl antrenează pe Lee învățându-l multe din tehnicile sale de atac taijutsu și pentru a-i da o mare doză din optimismul său pentru a merge mai departe în luptă. În episoadele examenului Chuunin Rock Lee a folosit acest optimism pentru a-i demonstra geniului Neji Hyuga un membru al echipei sale, că poate fi puternic. Lee a mai folosit acest optimism pentru a o face pe Sakura Haruno prietena sa dar fără reușită. El ajutând-o o dată pe Sakura salvându-i viața ei și ai colegilor ei, Naruto și Sasuke. Lee a pus mult efort și a dovedit că poate face multe pe durata examenului Chuunin, dar în preliminariile examenului el a avut mult de suferit. Independent de influența lui Gai, Lee vorbește foarte politicos cu orice personaj pe toată durata anime-ului. În anime-ul japonez ca și în volumele manga, personajele i se adresează cu "kun" sau "san" pe când pe durata anime-ului englez el nu are aceste formule adresate. El refuză cu desăvârșire înfrângerile și de asemenea într-o bătălie el își respectă adversarul.
Din cauza cantității lui de chakra, Lee nu poate performa alt tip de artă ninja în afară de taijutsu - forța fizică.
Din cauza acestui "handicap" toți copiii râdeau de el și de aceea el își dorește să ajungă un ninja respectat doar folosind arta ninja taijuțu. Pentru a-l ajuta pe Lee, Gai l-a antrenat până când a devenit foarte puternic și rapid. Astfel, Lee poartă mereu greutăți la glezne, pe care atunci când le dă jos, puterea și viteza lui deja incredibilă crește și mai mult. Gai l-a învățat, de asemenea, câteva tehnici puternice, chiar interzise; din cauza unora din aceste tehnici, ca abilitatea de a deschide cele 8 porți lotus de chakra îi pun corpul într-un mare risc, el având voie să le folosească doar pentru a proteja ceva sau cineva drag lui. El este dublat de Yoichi Masukawa în anime-ul japonez, iar în cel englez de Brian Donovan.

#### Neji Hyuga
Neji Hyuga (日向　ネジ Hyūga Neji?) este un membru al Echipei Gai si un copil geniu al clanului Hyuga. În ciuda talentului său natural, faptul că face parte din ramura inferioară a clanului îi este interzisă învățarea tehnicilor foarte puternice ale acestuia. La începutul seriei, Neji îi urăște deschis pe membrii ramurii principale și, din cauza acestui lucru nu ezită să-i atace fizic sau verbal pe aceștia când are ocazia. În acest punct al seriei Neji este condus de filozofii fataliste: aceea că destinul unei persoane este scris, iar cineva slab va rămâne întotdeauna slab. După ce este învins de Naruto Uzumaki, un personaj care i-a dovedit că nu poate pune totul pe seama destinului, el se schimbă. El abandonează ideea unei soarte predestinate, și vrea să devină atât de puternic încât să nu mai piardă niciodată o luptă. De asemenea, el încearcă să remedieze legăturile rupte dintre el și ramura principală a familiei, lucru ce are ca rezultat faptul că este antrenat de către liderul ramurii principale.
Pe parcursul seriei, Neji este prezentat ca un geniu al clanului Hyuga; la prima apariție, el se descurcă foarte bine cu tehnica de luptă Pumnul Gentil, cu care poate ataca direct organele interne ale oponentului. Cu toate că el nu a fost învățat de nimeni, a reușit să copieze această tehnică și altele mai complicate doar observându-le. Pe parcursul seriei, Neji dezvoltă aceste abilități făcându-le mult mai puternice. Un exemplu îl constituie tehnica Byakugan, o abilitate a ochilor, care îi oferă un câmp vizual de aproape 360 de grade, la distanță de 50 de metri de el. Cu toate acestea, el se antrenează să depășească limitele acestei tehnici, cum ar fi un punct mort și distanța. În anime-ul japonez el este dublat de Kōichi Tōchika, iar când este arătat ca copil de Keiko Nemoto. În cel englez, vocea lui este interpretată de Steve Staley, iar Wendee Lee il dubleaza cand este copil.

#### Tenten
Tenten (テンテン?) este singura membră feminină a Echipei Gai și vrea să arate că femeile ninja pot fi la fel de bune ca și bărbații. Dintre toți protagoniștii anime-ului Naruto ea apare cel mai puțin timp în serial, astfel încât singura luptă a ei din prima parte este aproape în totalitate sărită; începutul luptei și învingerea sa sunt singurele porțiuni arătate. În ciuda lipsei sale, creatorul seriei, Masashi Kishimoto îi place designul ei mai mult decât orice altă fată pe care a creat-o. În luptă, Tenten este specializată în arme, variind de la proiectile, la arme de luptă corp la corp și chiar explozibili (în partea a 2-a a seriei). În timpul luptei, ea își poate surprinde inamicii prin covârșirea lor cu sute de arme invocate, avînd o acuratețe milimetrică. Tenten își folosește această abilitate pentru a-l antrena pe Neji Hyuga în tehnicile lui de apărare și-l admiră foarte mult deoarece îi poate bloca toate atacurile. Dublura ei japoneză este Yukari Tamura, iar cea engleză este Danielle Judovits. Zodia ei e pești.

#### Might Guy
Might Guy (マイト・ガイ Maito Gai?) este liderul Echipei Guy, deși își dedică cea mai mare parte a timpului său unuia dintre studenții săi: Rock Lee. Datorită dedicației lui Guy față de el, Lee i-a copiat imaginea acestuia, purtând costumul verde și distinctiv al lui Gai și având tunsoarea strălucitoare în formă de castron (având deja sprâncenele proeminente ale lui Guy). Lee a adaptat, de asemenea, figura de tip cool a lui Guy: două degete ridicate, clipirea, și zâmbetul cu dinții atât de albi încât dau proverbialul "ping", folosite ca un fel de promisiune foarte importantă. Guy folosește filozofia "regula mea" ce presupune să se auto-pedepsească în cazul unei înfrângeri, având credința că acestea îl vor face mai puternic. Creatorului seriei, Masashi Kishimoto, îi place personalitatea lui Guy, asemănătoare cu cea a unui antrenor de gimnastică pe care l-a avut în școala generală, deși acesta nu a fost sursa lui de inspirație pentru crearea lui Guy. Kishimoto spune că el nu s-ar fi putut compara cu Guy, întrucât Guy este prea intens pentru el.
În lupta, Guy este specializat în taijustu, atacuri fizice, care încearcă să i le predea lui Lee. Spre deosebire de Lee, care nu poate folosi alte tehnici, el folosește taijutsul doar ca preferință, încăpățânându-se să nu folosească chiar și tehnici de bază. Când nu îl învață pe Lee noi abilități, Guy este de obicei în competiție cu rivalul său auto-proclamat: Kakashi Hatake. În timpul seriei, Kakashi nu a arătat nici un fel de interes în rivalitatea lor, care nu are nici un rost în afară de faptul că îl motivează pe Guy să arate lumii că poate învinge doar cu taijutsul un geniu ca Kakashi. Ținând cont că Guy este singurul care pune vre-un efort în aceste lupte, el și-a creat un mod folositor de a contracara iluziile Sharinganului, prin anticiparea mișcărilor oponentului uitându-se la picioarele acestuia. În animeul Japonez el este dublat de Masashi Ebara, iar interpretul englez al vocii este Skip Stellrecht.

## Hokage
Hokage-ul (火影? lit. "Foc Umbra") este liderul satului Konoha ("Satul ascuns în frunze"). Pe parcursul seriei sunt 5 hokage, care sunt onorați de sat prin sculptarea fețelor lor în muntele care mărginește satul. Primul Hokage (初代火影 Shodai Hokage?) a fost Hashirama Senju (千手柱間 Senju Hashirama?), care a întemeiat satul, împreună cu Madara Uchiha. Cu jutsu-ul lui unic, tehnicile Mokuton (elementul lemn), el a creat copacii care acționează ca fundație pentru sat, și modul său de a conduce a devenit un model pentru următorii Hokage. Primul Hokage a fost urmat de fratele său mai mic, care a devenit Al doilea Hokage (二代目火影 Nidaime Hokage?). El a fost urmat de unul din studenții săi, care a devenit al Treilea Hokage. După o îndelungată domnie, al Treilea Hokage a abdicat în favoarea lui Minato Namikaze, care a luat numele de al Patrulea Hokage, dar și-a redobândit poziția după ce al Patrulea Hokage și-a dat viața pentru a salva satul de demonul vulpe cu nouă cozi. Al Treilea Hokage este prezent la începutul seriei, fiind omorât de un fost student: Orochimaru, în timpul unei invazii în Konoha. Alt student de-al său, Tsunade, îl urmează la conducere,  ca cel de-al Cincilea Hokage.

#### Hiruzen Sarutobi
Al Treilea Hokage (三代目火影 Sandaime Hokage?), a avut cea mai îndelungată domnie. El este un lider pașnic, preferând discuțiile non-violente față de cele militariste ale sfătuitorilor. Pe parcursul seriei el este un izvor de înțelepciune pentru cei tineri și unul din puținele caractere care-l tratează pe Naruto Uzumaki ca o persoană. În tinerețe el a fost cunoscut ca "Profesorul" (プロフェッサー Purofessā?), deoarece știa fiecare jutsu din Konoha. El a fost, de asemena, învățătorul lui Jiraiya, Orochimaru, și Tsunade. Orochimaru a fost întotdeauna studentul lui favorit, și din cauza aceasta, al Treilea nu a putut să recunoască niciodată calitățile întunecate ale lui Orochimaru. Când Orochimaru invadează Konoha câțiva ani mai târziu, cel de-al Treilea Hokage se lupta cu el, reproșându-și că nu a observat niciodată răutatea lui. Când nu mai putea câștiga, al Treilea Hokage îi ia abilitatea de a face justu-uri, sfârșind invazia și astfel murind fericit. În anime-ul Japonez, dublura lui este Hidekatsu Shibata, iar în cel englez: Steve Kramer.

#### Minato Namikaze
Minato Namikaze (波風 ミナト Namikaze Minato?), cel de-al patrulea Hokage, a fost tatăl lui Naruto Uzumaki. Deși Naruto și Minato au un număr similar de trăsături, relația lor familială nu este dezvăluită decât în partea a II- a a seriei. În ciuda faptului că nu a apărut niciodată în serii, Minato este faimos în lumea Naruto pentru numărul de fapte eroice. Cel mai proeminent dintre acestea fiind cauza morții sale: și-a dat viața pentru a sigila vulpea cu nouă cozi în corpul lui Naruto, salvând Konoha de la distrugere și dându-i lui Naruto acces la o putere imensă. Este recunoscut ca fiind elevul lui Jiraiya și profesorul lui Kakashi. Minato este o raritate printre ninja, încât dușmanii satului dispăreau din vedere  dacă el apărea pe câmpul de luptă; el era capabil să se miște destul de repede pentru a nimici plutoanele inamice cât ai clipi din ochi, primind titlul de "Fulgerul galben al Konohai".

#### Tsunade
Tsunade (綱手?), ca și coechipierii ei Jiraiya și Orochimaru, este o elevă al celui de-al Treilea Hokage. Când era mică a primit un colier de la bunicul ei Primul Hokage, iar când cineva poartă acest colier în afară de ea moare în ziua în care îl poartă, și aceasta a făcut-o sa părăsească Satul Frunza (Konoha). Este cunoscută în lumea Naruto ca 'Legendara Jucătoare', pentru că îi plac cazinourile, iar atunci când nu câștigă fură banii și fuge. Ea este o profesionistă în vindecări și în tehnici ale medicinei. În partea I ea este căutată de către Jiraiya pentru a-și asuma poziția de Hokage, dar ea refuză până ce Naruto o influențează pentru a accepta. În ultimele episoade ale părții I ea o ia pe Sakura Haruno ca elevă, până în partea a doua, iar Tsunade rămâne cel de-al cincilea Hokage pentru a-i învinge pe Akatsuki. După ce liderul Akatsuki, Pain, atacă Konoha, Tsunade intră în comă și este destituită de bătrâni. În Japonia Tsunade este dublată de către Masako Katsuki, iar în engleză este dublată de către actrița Debi Mae West născută pe 1 mai.

#### Kakashi
Kakashi este Al Șaselea Hokage și a primit această funcție după ce Tsunade a fost destituită. Acest personaj se caracterizează prin faptul că folosește sharinganul primit de la coechipierul său, Obito Uchiha. Kakashi este cunoscut în lumea Naruto precum 'Kakashi copiatorul ninja', deoarece el are abilitatea de a copia peste 1000 de jutsuri.
Naruto
Naruto Uzumaki este cel de-al 7-lea Hokage. De mic copil, acesta a fost marginalizat deoarece Vulpea cu 9 cozi era în el, așa că a jurat că într-o zi va fi hokage și toată lumea îl va respecta.

## Satul Ascuns în Nisip (Suna)

### Gaara
Gaara (我愛羅?) este cel mai tânăr dintre cei trei frați. El a fost creat de Kishimoto ca un contrast pentru Naruto Uzumaki, crescând într-un mediu similar dar având o personalitate foarte diferită. Când s-a născut Gaara, tatăl său a încercat să-l transforme în cea mai bună armă militară a satului prin sigilarea demonului Shukaku în interiorul micuțului Gaara. Ca și Naruto, Gaara a fost respins de oamenii din sat pentru că era o gazdă pentru bestia cu o coadă. După ce una din puținele persoane pe care le iubea a încercat să-l omoare, Gaara a dezvoltat o personalitate sadică și retrasă, omorându-i pe alții pentru a-și afirma valoarea existenței sale. Bătălia sa cu Naruto din timpul invaziei satului Konoha îi schimba mentalitatea; ca rezultat, el devine mult mai doritor să-i ajute pe alții făcând din asta un scop al existenței sale și după moartea tatălui său, iar în cea de-a doua parte primește poziția de Al Cincilea Kazekage. Vocea lui Gaara în anime-ul japonez este cea a lui Akira Ishida și vocea sa englezească este cea a actorului Liam O'Brian.

### Kankuro
Kankuro (カンクロウ Kankurō?) este fratele cel mare al lui Gaara , fiind cel de-al doilea copil al lui Kazekage. În prima jumătate a seriei el este deseori la un raport de forțe cu fratele lui mai mic, Gaara și trebuie să-și țină gura de frica să nu fie omorât. În partea a II-a, o dată ce Gaara începe să-și dezvăluie visele și motivațiile sale lui Kankuro, acesta devine foarte protector cu Gaara; el biciuie pe oricine vorbește urât despre Gaara și este gata să-și riște viața pentru a-l salva atunci când este răpit. Kankuro este talentat și deocamdată a arătat doar 3 păpuși din arsenalul său: Cioara, Furnica Neagră și Salamandra. Cioara este folosită în scopuri ofensive, Furnica Neagră prinde oponenții în corpul său și face mai ușoară sarcina și Salamandra îl protejează pe Kankuro și pe aliații săi de atacurile inamice. Păpușile sunt toate distruse de creatorul lor, Sasori, în partea a II-a, după ce Sasori moare, Kankuro îi ia păpușa transformând-o în propria lui armă. În anime-ul japonez vocea lui este dată de Yasuyuki Kase, iar vocea sa englezească este cea a actorului Michael Lindsay.

### Temari
Temari (テマリ?) este cea mai mare dintre cei trei frați. Spre deosebire de frații ei iubitori de luptă, Temari apreciază pacea și ea cere justificările satului Suna de a începe un război cu Konoha. Această trăsătură continuă și în cea de-a doua parte când ea începe să acționeze ca o legătura între Suna și Konoha pentru a ajuta cele doua sate să lucreze împreună. Ca și frații săi, Temari nu apare în serii adesea și când apare, apare în general în compania lui Shikamaru Nara. Când își fac debutul împreună în cea de-a doua parte, Naruto îi întreabă dacă au o întâlnire, iar amândoi îi răspund că nu este cazul. În lupte, Temari poartă un evantai din fier ce poate crea rafale puternice de vânt capabile să niveleze peisajele înconjurate. Este foarte capabilă să deducă strategia și slăbiciunile oponentului la scurt timp după începerea luptei, ea folosind de obicei vânturile pentru a schimba părți din câmpul de luptă dacă asta ar fi avantajos pentru ea. Vocea ei în anime-ul japonez este cea a lui Romi Paku, iar în cel englezesc împrumută vocea de la Tara Platt.

## Alte personaje

### Iruka Umino
Iruka Umino (Umino Iruka) este un ninja din Konoha și un instructor la Academia de Ninja, o școală unde copiii se pregătesc să devină ninja cercetași. Când Iruka era copil, părinții lui au fost uciși de Vulpea cu Nouă Cozi care a fost sigilată în Naruto Uzumaki. El nu-i poartă pică lui Naruto, el fiind unul dintre puținii oameni care la începutul serialului au descoperit că Naruto este mai mult decât un deținător al răului spirit care a făcut atât de mult rău satului. Naruto îl consideră pe Iruka un al doilea tată deoarece acesta are încredere în el. În animeul japonez vocea lui este Toshihiko Seki, iar în animeul adaptat în engleză vocea lui este Quinton Flynn.

### Konohamaru
Konohamaru (木ノ葉丸?), numit după satul Konoha, este nepotul celui De-al Treilea Hokage. El se străduiește să-l înlocuiască pe bunicul lui ca Hokage astfel încât sătenii să-l recunoască după nume, nu în umbra bunicului său. El îl privește pe Naruto Uzumaki ca pe un mentor în misiunea lui, copiind modul lui de a lucra, determinarea sa precum și jutsu-urile perverse. Konohamaru insistă, totuși, că va fi Hokage doar după ce Naruto va deveni mai întâi Hokage. Proiectul lui Konohamaru i-a cauzat mari dificultăți lui Masashi Kishimoto; el a vrut ca Konohamarul să arate ca un "copilaș" mai mic decât Naruto, dar totuși, toate încercările au avut ca rezultat o copie a lui Naruto. Până la urmă i-a dat ochi mici, furioși, fiind mulțumit de rezultatul final. Dublura lui în japoneză este Ikue Otani, în Naruto: Shippūden, iar cea engleză este Akiko Koike. Colleen O'Shaughnessey .

### Haku
Este un copil care a trăit în Tărâmul Apelor și care a descoperit că avea un kekke-genkai. După ce puterile îi sunt descoperite de tatăl său, acesta o omoară pe mama sa și se pregătește să-l omoare pe Haku, când băiatul, speriat, își folosește instinctiv puterile și îl ucide pe tatăl său. Mai târziu, a fost descoperit de Zabuza care îl va transforma într-o armă. El îl vedea pe Zabuza ca pe salvatorul său și de aceea își sacrifică viața pentru el în lupta acestuia contra lui Kakashi, Haku are o frumusețe fizică și o grație deosebită, mulți (inclusiv Naruto) confundându-l cu o fată. Mai mult, Haku are un suflet bun, spre nemulțumirea lui Zabuza, care îl consideră prea milos.

### Rin
Rin a fost o Kunoichi din Konoha. În timpul al treilea Shinobi Război Mondial, echipa Minato a fost desemnată pentru a distruge podul Kannabi. În timpul misiunii, Rin a fost răpită de inamic. Ea a fost salvată de Obito și Kakashi. Deși a fost salvată, Obito a plătit un preț mare. Acesta fiind strivit într-o peșteră. Înainte de a muri Obito a cerut ca Rin să-i implanteze  Sharinganul în ochiul stâng a lui Kakashi. Rin devine jinchuriki pentru bestia cu trei cozi și îi cere lui Kakashi să o ucidă. Acesta refuză așa că Rin a așteptat până când acesta a vrut să folosească Chidori (tehnică inventată de el pe baza stilului fulger). Ea s-a băgat în fața lui lăsându-se înjunghiată de Kakashi. Aceasta moare, iar Kakashi se învinovățește mult timp după aceea pentru moarte coechipierilor lui afirmând după câțiva ani că cei mai apropiați lui sunt morți. Mai târziu după ce Kakashi moare spune că în sfârșit îi va revedea pe Minato, Obito și Rin.

### Kagami Uchiha
Kagami Uchiha a fost un shinobi din Konoha. Face parte din clanul Uchiha. În timpul primului Shinobi Război Mondial, el a fost parte dintr-o echipă formată din Tobirama Senju, Sarutobi Hiruzen, Utatane Koharu, Mitokado Homura, Shimura Danzō, și Akimichi Torifu.
El se presupune că a murit la un moment dat mai târziu, fie înainte sau în timpul masacrului clanului Uchiha. Deci moartea lui este incertă.

### Mikoto Uchiha
Mikoto Uchiha (うちはミコト, Uchiha Mikoto) era o membră a Clanului Uchiha din Konohagakure. După ce s-a căsătorit cu Fugaku Uchiha, a devenit o femeie casnică, crescându-și cei doi copii Sasuke și Itachi.